# Match.com

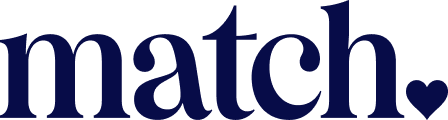

Match.com est un site de rencontres sur Internet, appartenant à Match Group. 

## Historique
En 1999, Ticketmaster, filiale d'IAC, rachète Match.com pour 50 millions de dollars.
Les filiales européennes de Match.com ont été rachetées par Meetic en 2009. Meetic a été vendu à son tour, par Marc Simoncini son PDG, à Match.com en 2011.